# Гулямов, Бахтиёр Вахабович
Бахтиёр Вахабович Гулямов (узб. Baxtiyor Vaxabovich Gulyamov; род. в 1966 году, Ташкент, Узбекская ССР, СССР) — узбекский государственный деятель, с 24 января 2020 года председатель Государственного комитета промышленной безопасности Узбекистана.

## Биография
Родился в 1966 году в Ташкенте.
В 1990 году окончил Ташкентский Государственный университет (ныне Национальный университет Узбекистана) по специальности инженер-механик.
По окончании института свою деятельность начал в ПО «Узавтотеххизмат» и Ташкентском специализированном предприятии «Автотехобслуживание», затем с 1992 по 1993 год работал заместителем директора малого предприятии «Висол-Д». С 1993 по 2010 год занимал должность инспектора ГИ «Саноатгеоконтехназорат». В 2010 году назначен начальником инспекции ГИ «Саноатгеоконтехназорат». В 2015 году назначен главой Регионального секретариата центров передового опыта по снижению возникновения риска воздействия химических, биологических, радиационных и ядерных материалов для стран Центральной Азии (РС ЦПО ХБРЯМ).
В 2019 году назначен первым заместителем председателя Государственного комитета Узбекистана по промышленной безопасности. С февраля 2019 года назначен исполняющим обязанности председателя Государственного комитета промышленной безопасности, а до этого работал первым заместителем председателя.
24 января 2020 года президент Узбекистана Шавкат Мирзиёев подписал указ о назначении Бахтиёра Гулямова председателем Государственного комитета промышленной безопасности.